# José Carlos Vilcapoma
José Carlos Vilcapoma Ignacio (Colca, 1957) es un antropólogo, abogado y docente universitario peruano, autor de diversos estudios y publicaciones relacionadas con la cultura andina.

## Trayectoria
Estudió en la Universidad Nacional del Centro de Huancayo. Tiene un postgrado en Antropología por la Pontificia Universidad Católica del Perú y una maestría en Historia por la Universidad Internacional de Andalucía de España.
Desde 1998 se desempeña como profesor de la Universidad Nacional Agraria La Molina, de cuyo Museo de Antropología y Agricultura Precolombina ha sido director.
El 22 de septiembre de 2010 juró como primer viceministro de Interculturalidad, durante el segundo gobierno de Alan García, siendo entonces Juan Ossio Acuña el titular de Cultura. Durante su gestión, la Unesco declaró como Patrimonio cultural inmaterial de la Humanidad a la huaconada y a la danza de tijeras.
Es director del fondo editorial de la Universidad Nacional Agraria La Molina, que en abril de 2021 organizó la primera feria del libro agrario.

## Publicaciones
Ha publicado más de 30 libros, algunos en coautoría, de los cuales mencionamos los siguientes:
- 1984: Movimientos campesinos en el centro: Perú, 1920-1950.
- 1986: Cáceres, el invencible.
- 1988: Aportes para el balance de las ciencias sociales en la Sierra Central (en coautoría con Rodrigo E. Sánchez).
- 1991: Folklore: de la magia a la ciencia.
- 1995: Waylarsh: amor y violencia de carnaval.
- 2002: El retorno de los Incas. De Manco Cápac a Pachacútec.
- 2008: La danza a través del tiempo en el mundo y en los Andes: un enfoque antropológico
- 2011: De bestiarios a la mitología andina. Insectos en metáfora cultural.
- 2012: La fiesta de la Inmaculada Concepción en Macusani, Puno.
- 2012: Colca. Heroica historia y desarrollo.
- 2013: Aprender e investigar. Arte y método del trabajo universitario.
- 2013: Wiñaymarka. Identidad y desarrollo aimara.
- 2015: Mito y religión en Parinacochas: gentiles, Incas y cristos: documentos del siglo XVII.
- 2017: Rutas de la herencia y cultura negra en América y el Perú.
- 2017: Compendio legal. Titulación de tierras de pueblos indígenas.
- 2019: Arte y vocabulario en la lengua general del Perú, en dos tomos (como editor).

De entre sus obras destacan:
- La danza a través del tiempo en el mundo y en los Andes: un enfoque antropológico (Lima, Asamblea Nacional de Rectores: Universidad Nacional Agraria La Molina, 2008) donde ofrece un panorama de la historia de la danza desde una perspectiva antropológica, abarcando desde la época lítica hasta la actualidad.[7][8]
- De bestiarios a la mitología andina. Insectos en metáfora cultural (Lima, Asamblea Nacional de Rectores: Universidad Nacional Agraria La Molina, 2010), donde analiza el valor simbólico que tienen los insectos en la cultura andina, para lo cual hace una selección (“bestiario”) de nueve de ellos.[9]